# Acanthocalycium
Genre
Classification phylogénétique
Acanthocalycium est un genre de cactus originaires d'Argentine.
Acanthocalycium tire son nom du grec akantha qui signifie « épineux » et de kalyx qui signifie « calice ».
Ce sont des plantes généralement solitaires, globulaires devenant cylindriques avec l'âge, possédant entre 16 et 20 côtes.
La floraison intervient durant l'été, les fleurs sont ouvertes pendant la journée.

## Liste des espèces
- Acanthocalycium ferrarii Rausch
- Acanthocalycium klimpelianum (Weidlich & Werdermann) Backeberg
- Acanthocalycium spiniflorum (K.Schumann) Backeberg

## Voir aussi

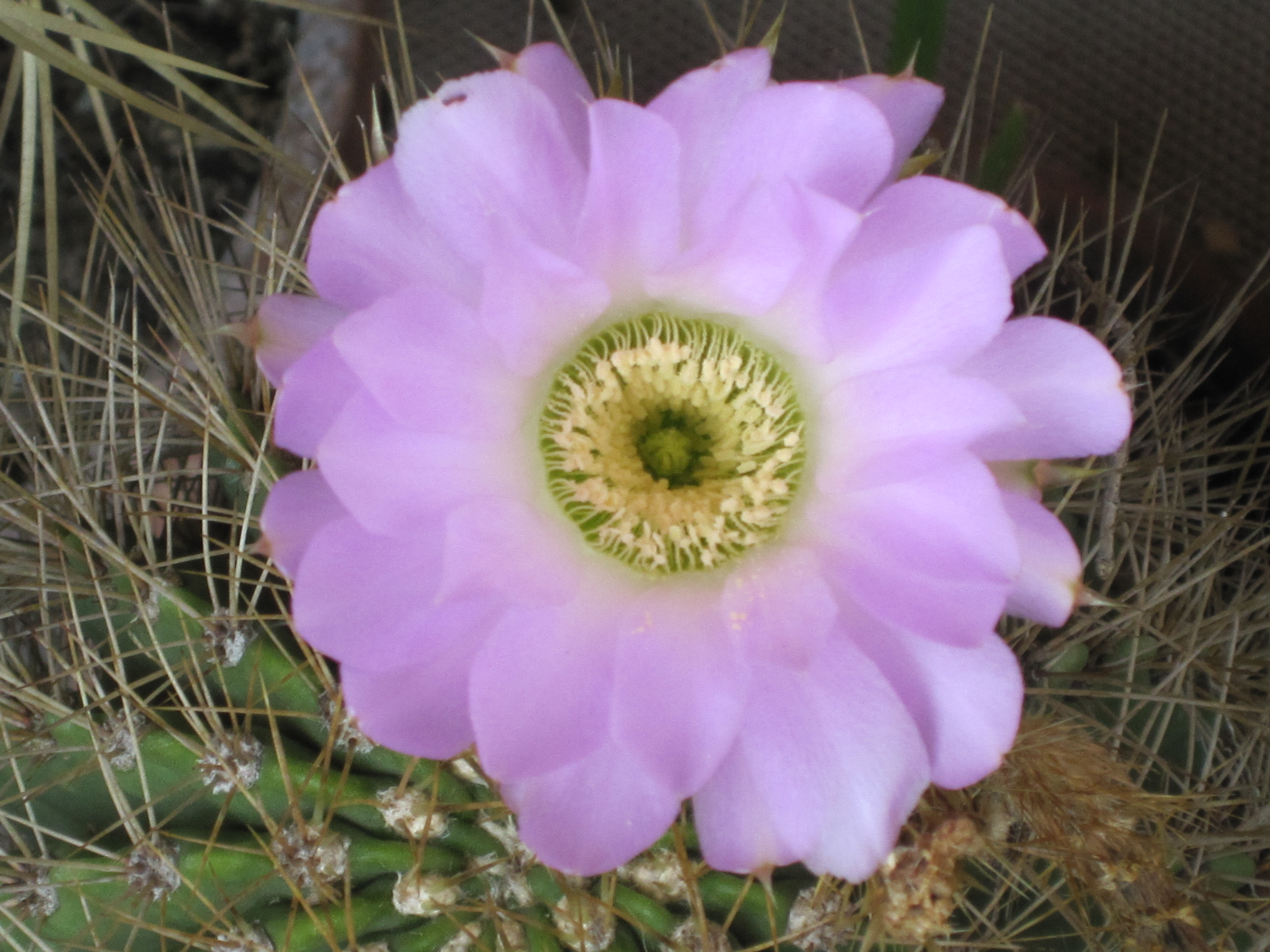
En fleur de acanthocalycium spiniflorum